# Valeri Tskhovrebov
Bản mẫu:Eastern Slavic name
Valeri Georgiyevich Tskhovrebov (tiếng Nga: Валерий Георгиевич Цховребов; sinh ngày 29 tháng 5 năm 1989) là một cầu thủ bóng đá người Nga. Anh thi đấu cho FC Sibir Novosibirsk.